# Palermo Shooting
Palermo Shooting è un film del 2008 scritto, prodotto e diretto da Wim Wenders.
È stato presentato in concorso al 61º Festival di Cannes.

## Trama
Finn, fotografo berlinese di mezza età, vive una vita brillante ma alquanto disordinata; si ritrova in una crisi esistenziale e con la necessità di rompere col passato. Non dorme mai, il suo cellulare suona in continuazione e la musica che ascolta in cuffia è praticamente la sua unica e fedele compagna che lo aiuta ad estraniarsi dal resto del mondo.
Quando finalmente si rende conto della futilità della sua vita, Finn decide di abbandonare tutto e di andare a Palermo dove, grazie a fortuiti e fortunati incontri con una donna e con la Morte, viene portato a riconsiderare la propria esistenza e a scoprire un nuovo sguardo con il quale affrontare la vita.

## Produzione
Nato dall'iniziativa di Giovanni Callea, un professionista locale che aveva pensato a lui per un film sulla città, il film ha un budget di circa quattro milioni di euro, finanziato in parte con fondi dell'Unione europea, ma soprattutto è una pellicola che rilegge alcuni dei temi più cari a Wenders: l'inquietudine, il viaggio come ricerca di sé, e la scoperta delle diversità. Durante la conferenza stampa, Wenders ha così commentato:
Le ultime scene del film sono state girate a Gangi, paese delle Madonie al confine della provincia di Palermo.
Nelle riprese particolare risalto, come in tutti i film di Wenders, è dato alla musica. Elementi della sceneggiatura sono infatti le presenze di musicisti come Lou Reed, Patti Smith, Giovanni Sollima. In fase di ripresa è stato previsto anche l'inserimento della voce di Enza Lauricella, testimone della tradizione del canto arcaico dell'isola, che, con Rosa Balistreri e Ciccio Busacca fa parte del gruppo storico. La scena, che non è mai stata inserita nel montato finale, è stata utilizzata invece nel backstage del film.
I titoli di coda sono aperti dalla dedica a due registi morti lo stesso giorno, il 30 luglio 2007, Ingmar Bergman e Michelangelo Antonioni, mentre era in corso la lavorazione di questo film.
La nipote del regista, Hella Wenders, ha diretto un documentario sulla realizzazione del film.

## Distribuzione
Il film è stato presentato a Cannes nel 2008 ed è stato accolto piuttosto freddamente dalla critica. La versione successivamente presentata in Italia fu pertanto rimontata con un taglio di circa trenta minuti. Tra le scene non inserite nel secondo montaggio, ve n'era una in cui Leoluca Orlando, sindaco antimafia di Palermo, interpretava un passante. Proprio a causa della presenza di questa scena l'allora sindaco del Comune, avversario politico di Orlando, negò un finanziamento prima promesso per la realizzazione del film di 250.000 euro a tasso zero Il 12 marzo 2014 il Tribunale di Palermo ha condannato il Comune di Palermo per aver prima promesso e poi negato, per ragioni politiche, un finanziamento di 250.000 euro